# КК УНИКС Казањ
КК УНИКС Казањ (рус. БК УНИКС Казань) је руски кошаркашки клуб из Казања. Тренутно се такмичи у ВТБ јунајтед лиги.

## Историја
Клуб је основан 1991. године. Са такмичењем је кренуо из најниже Прве лиге Русије, а од 1994. је сваке сезоне напредовао по ранг више и коначно 1997. обезбедио пласман у Суперлигу Русије, највиши ранг такмичења. 1997. је такође по први пут био учесник неког европског такмичења, играо је у Купу Радивоја Кораћа.
Први већи успех је било треће место у сезони 1999/00. Суперлиге, а затим је следеће две сезоне играо финале плеј-офа националног првенства, где је оба пута поражен од екипе Урал Грејт из Перма. У сезони 2000/01. УНИКС је такође стигао и до полуфинала Сапорта купа, где је бољи био грчки Маруси, који је после освојио трофеј.
УНИКС-ов први трофеј је био Куп Русије 2003. године, а у финалу је након продужетака побеђен московски ЦСКА са 82:81. У тој сезони је освојена и регионална Северноевропска лига, где је УНИКС у финалу савладао Лијетувос ритас. У сезони 2003/04. УНИКС је поново стигао до финала плеј-офа, али је поражен од московског ЦСКА. Исте сезоне УНИКС је освојио и свој први европски трофеј, Казањ је био домаћин фајнал-фора ФИБА лиге Европе (садашњи Еврочеленџ), а у финалу је са убедљивих 87:63 победио грчки Маруси.
У сезони 2004/05. је поражен у финалу Купа Русије, а наредне сезоне 2005/06. је отишао степеник више и дебитовао у УЛЕБ купу, другом по јачини европском клупском такмичењу, где је стигао до осмине финала. Следеће сезона је била успешнија, клуб је стигао до финала плеј-офа и Купа, а у УЛЕБ купу је у двомечу полуфинала поражен од Реал Мадрида.
Наредне три сезоне УНИКС је два пута (2009, 2010) завршавао у плеј-офу националног првенства на трећем месту, док је 2009. стигао до другог трофеја Купа Русије, а 2010. поражен у финалу Купа. Од сезоне 2009/10. поред домаћег првенства УНИКС се такође такмичи и у регионалној ВТБ јунајтед лиги, а већ у првој сезони је стигао до финала.
Сезону 2010/11. УНИКС је по први пут завршио на првом месту у регуларном делу сезоне првенства Русије, али је трећу сезону заредом завршио на трећем месту у плеј-офу. У истој сезони стиже до свог другог европског трофеја, на фајнал-фору УЛЕБ Еврокупа се прошетао до победничког постоља, у полуфиналу је са 87:66 побеђена Цедевита, док је у финалу са 92:77 савладана шпанска Севиља.
Као првак Еврокупа Казањ је у сезони 2011/12. по први пут играо у УЛЕБ Евролиги и стигао до четвртфинала, а тамо је поражен са 3:0 у победама од Барселоне. Такође је у финалу регионалне ВТБ јунајтед лиге поражен од московског ЦСКА са 74:62.

## Успеси

### Национални
- Првенство Русије:
  - Првак (1): 2023.
  - Вицепрвак (6): 2001, 2002, 2004, 2007, 2016, 2021.
- Куп Русије:
  - Победник (3): 2003. 2009, 2014.
  - Финалиста (3): 2005, 2007, 2010.

### Међународни
- Еврокуп:
  - Победник (1): 2011.
  - Финалиста (2): 2014, 2021.
- Еврочеленџ:
  - Победник (1): 2004.

### Регионални
- ВТБ јунајтед лига:
  - Победник (1): 2023.
  - Вицепрвак (5): 2010, 2012, 2016, 2021, 2024.
- Суперкуп ВТБ јунајтед лиге:
  - Финалиста (1): 2024.
- Северноевропска лига:
  - Првак (1): 2003.

## Познатији играчи
| - Марко Банић - Сергеј Биков - Владимир Веременко - Маркус Вилијамс - Славко Вранеш - Јан Вујукас - Ендру Гаудлок - Лин Грир - Хенри Домеркант - Чак Ејдсон | - Алексеј Жуканенко - Никос Зисис - Костас Кајмакоглу - Јевгениј Колесников - Никита Курбанов - Маћеј Лампе - Кит Ленгфорд - Дарјуш Лавринович - Кшиштоф Лавринович - Крешимир Лончар | - Антон Понкрашов - Марко Поповић - Оливер Поповић - Хасан Ризвић - Душко Савановић - Диор Фишер - Мајер Четмен - Нејтан Џавај - Кертис Џерелс |

## Познатији тренери
- Ацо Петровић
- Андреа Тринкијери